# Moechohecyra arctifera
Moechohecyra arctifera är en skalbaggsart som beskrevs av Wang och Fernando Chiang 2002. Moechohecyra arctifera ingår i släktet Moechohecyra och familjen långhorningar. Inga underarter finns listade i Catalogue of Life.